# Obóz pracy przymusowej w Lesiowie
Obóz pracy przymusowej w Lesiowie (niem. Zwangsarbeitslager für Juden Lesiów) – obóz pracy przymusowej w Lesiowie na terenie Generalnego Gubernatorstwa.
Istniał w okresie od 1942 aż do stycznia 1945. Był przeznaczony dla ludności żydowskiej.